# Continued Story
Continued Story — девятый музыкальный альбом американского автора-исполнителя Дэниела Джонстона, выпущенный в январе 1985 года. Переиздавался в 1987 году на кассетах, в 1991 на виниле и в 2003 на компакт-дисках.

## Об альбоме
Запись композиций проходила в 1985 году в домашних условиях совместно с группой Texas Instruments. Альбом включает в себя кавер-версию на песню The Beatles «I Saw Her Standing There». Рецензент ресурса Allmusic Адам Брэгман, отмечал, что эта версия «битловской» песни является одной из самых лучших в исполнении Джонстона. Критик также писал, что в альбоме присутствует много шума и бессмысленных звуков, и что запись в основном будет представлять интерес для истинных поклонников музыканта. Кроме «I Saw Her Standing There» редактором были особо отмечены песни «Casper», «Ain’t No Woman Gonna Make a George Jones Outta Me», «Etiquette» и «Dem Blues».

## Список композиций
Слова и музыка всех песен — Дэниелом Джонстоном, кроме особо отмеченных.
| №   | Название                                            | Авторы                             | Длительность |
| --- | --------------------------------------------------- | ---------------------------------- | ------------ |
| 1.  | «It’s Over»                                         | Дэниел Джонстон, Рик Морган        | 3:15         |
| 2.  | «Ain’t No Woman Gonna Make a George Jones Outta Me» | Билл Андерсон, Дэниел Джонстон     | 2:43         |
| 3.  | «Dead Dog Laughing in the Cloud»                    | Дэниел Джонстон, Texas Instruments | 2:38         |
| 4.  | «Funeral Home»                                      | Дэниел Джонстон, Texas Instruments | 0:52         |
| 5.  | «Her Blues»                                         | Дэниел Джонстон, Texas Instruments | 1:30         |
| 6.  | «Running Water Revisited»                           |                                    | 2:09         |
| 7.  | «I Saw Her Standing There»                          | Леннон — Маккартни                 | 2:54         |
| 8.  | «Casper»                                            | Билл Андерсон, Дэниел Джонстон     | 2:18         |
| 9.  | «Ghost of Our Love»                                 | Дэниел Джонстон, Texas Instruments | 1:51         |
| 10. | «Fly Eye»                                           |                                    | 1:59         |
| 11. | «Etiquette»                                         |                                    | 2:57         |
| 12. | «A Walk in the Wind»                                |                                    | 2:21         |
| 13. | «Dem Blues»                                         |                                    | 3:20         |
| 14. | «Girls»                                             |                                    | 6:30         |